# Скелювате (Запорізький район)
Скелюва́те — село в Україні, у Вільнянській міській громаді Запорізького району Запорізької області. До 2020 року орган місцевого самоврядування — Любимівська сільська рада. Населення складало 140 осіб (станом на 1 січня 2017 року).

## Географія
Село Скелювате розташоване за 32 км від обласного і районного центру та 12 км від адміністративного центру Вільнянської міської громади. Неподалік від села розташоване села Вишняки (1,5 км) та  Веселотернувате й Петрівське (2,5 км). Найближча залізнична станція від села — Вільнянськ (за 12 км).
Площа села — 59,5 га, налічує 48 домогосподарств.

## Історія
Село Скелювате засноване на межі XIX—XX століть селянами з Андріївки. Назва села походить від балки Скелювате.
7 (20) листопада 1917 року, відповідно до Третього Універсалу Української Центральної Ради, увійшло до складу Української Народної Республіки.
Внаслідок поразки під час Української революції село тривалий час було  окуповане більшовицькими загарбниками.
У 1932—1933 роках селяни постраждали від сталінського геноциду.
День села досі відзначається 10 жовтня — саме в цей день у 1943 році Скелювате було відвойоване Червоною армією від німецько-фашистських окупантів. За 500 м на північ від села знаходиться братська могила вояків червоноармійців.
З 24 серпня 1991 року село у складі Незалежної України.
12 червня 2020 року, відповідно до розпорядження Кабінету Міністрів України № 713-р від «Про визначення адміністративних центрів та затвердження територій територіальних громад Запорізької області», Любимівська сільська рада увійшла до складу Вільнянської міської громади.
19 липня 2020 року, в результаті адміністративно-територіальної реформи та ліквідації Вільнянського району, село увійшло до складу Запорізького району.

## Мешканці
В селі народився Башкатов Олексій Миколайович (1941—2013) — український скульптор.